# Bolborhinum geotrupoides
Bolborhinum geotrupoides là một loài bọ cánh cứng trong họ Geotrupidae. Loài này được Laporte de Castelnau in Brullé miêu tả khoa học năm 1840.